# Фосфорноватистая кислота
Фосфорнова́тистая кислота (гипофосфористая кислота, фосфи́новая кислота) — слабая одноосновная кислота. Бесцветное твердое вещество, растворимое в воде, спиртах и диоксане.
Фосфорноватистая кислота H(PН2O2) существует в равновесии со своим таутомером HP(OH)2.
Соли фосфорноватистой кислоты — гипофосфиты, или фосфинаты — средние соли.

## Получение
Фосфорноватистую кислоту получают в две стадии. На первой стадии белый фосфор обрабатывается раствором щелочи:
{\displaystyle {\mathsf {2P_{4}+3Ba(OH)_{2}+6H_{2}O\rightarrow 2PH_{3}+3Ba(H_{2}PO_{2})_{2}}}}
И затем выделяют кислоту, обрабатывая её соль более сильной кислотой (серной):
{\displaystyle {\mathsf {Ba(H_{2}PO_{2})_{2}+H_{2}SO_{4}\rightarrow BaSO_{4}+2H_{3}PO_{2}}}}

## Гипофосфиты
Соли фосфорноватистой кислоты называют фосфинатами или гипофосфитами. Они хорошо растворимы в воде.
Примеры фосфинатов:
- Гипофосфит натрия
- Гипофосфит кальция
- Фосфинат аммония

## Свойства
Гипофосфиты и фосфорноватистая кислота являются энергичными восстановителями, особенно в кислой среде. Наибольшее практическое значение имеет их способность восстанавливать растворенные соли некоторых металлов (Ni, Cu и др.) до свободного металла. Сама кислота H(PН2O2) при этом окисляется до фосфористой кислоты H2(РНО3):
{\displaystyle {\mathsf {Ni^{2+}+2H_{2}PO_{2}^{-}+2H_{2}O\rightarrow Ni+2H_{2}PO_{3}^{-}+H_{2}+2H^{+}}}}
С помощью таких реакций можно получать прочные металлические покрытия. Методом химического металлирования можно покрывать неэлектропроводные вещества, например стекло, керамику, пластмассы, для которых нельзя применять электрохимические методы.
Соли фосфорноватистой кислоты также используются для приготовления лекарственных препаратов.